# Caffricola vicina
Caffricola vicina is een vlinder uit de familie slakrupsvlinders (Limacodidae). De wetenschappelijke naam van deze soort is voor het eerst geldig gepubliceerd in 1954 door Alberti.
De soort komt voor in tropisch Afrika.